# The Horseshoe Curve
The Horseshoe Curve es el sexto álbum de estudio del guitarrista y compositor estadounidense Trey Anastasio, lanzado el 24 de julio de 2007 a través de su propio sello discográfico Rubber Jungle Records. Es un disco instrumental, a excepción de unos gritos en "Burlap Sack & Pumps". El álbum cuenta con la colaboración de los diez músicos que acompañaron a Anastasio en su gira de 2002/2004. 
Se grabó casi al completo en The Barn, el estudio de grabación de Anastasio cerca de Burlington, Vermont y en Brooklyn, Nueva York. "The 5th Round" y la canción que da título al disco se grabaron el 11 de junio en un concierto en el anfiteatro de Station Square en Pittsburgh, Pensilvania.

## Lista de canciones
- Todas las canciones compuestas y arregladas por Trey Anastasio, excepto donde se indique lo contrario

1. Sidewalks of San Francisco - 4:06 (Anastaio/Markellis/Lawton)
2. Olivia - 8:22 (Anastasio/Baptista)
3. Burlap Sack & Pumps - 6:58 (Anastasio/Markellis/Lawton/Kevin Hoffman)
4. The 5th Round - 6:19
5. The Horseshoe Curve - 6:20 (Anastasio/Markellis/Lawton)
6. Noodle Rave - 5:14
7. Tube Top Tony - 3:34
8. Porters Pyramids - 2:53

## Personal
- Andy Moroz - trombón
- Cyro Baptista - percusión
- Dave Grippo - saxofón alto, saxofón barítono
- Jennifer Hartswick - trompeta
- Peter Apfelbaum - saxofón tenor, saxofón barítono
- Russell Remington - saxofón tenor, flauta
- Ray Paczkowski - teclados
- Russ Lawton - batería
- Tony Markellis - bajo
- Trey Anastasio - guitarra, voz

## Créditos
- Bryce Goggin - grabación y mezclas
- Paul Languedoc - grabación adicional
- Fred Kevorkian - masterización
- Scott Lenhardt - diseño artístico